# Vodní mlýn Písečná
Vodní mlýn v Písečné v okrese Ústí nad Orlicí je vodní mlýn, který stojí na potoce Potočnice. Od roku 2004 je chráněn jako nemovitá kulturní památka České republiky; předmětem ochrany je obytná budova s mlýnicí, stodola a turbínový domek. Technická památka.

## Historie
Mlýn je zmiňován k roku 1597. Upravován byl v 19. a počátkem 20. století.

## Popis
Mlýn tvoří dochovaná obytná budova s patrovou mlýnicí a technologickým vybavením, moderní turbinový domek a stodola. Přízemní obytná budova mlýna s patrovou mlýnicí stojí pod svahem, pod kterým vede náhon ze zadržovací vodní nádrže západně od mlýna. Mlýnice je rozšířena o krátkou štítovou přístavbu směrem do svahu. Ke mlýnu je připojena stodola; obě budovy tvoří malý vstupní dvorek, který je ohraničen ze strany od silnice potokem. K západní straně mlýnice je přistavěna kamenná lednice, kterou z větší části překrývá přístavba turbínového domku.
Dochované technologické vybavení je od výrobců Jos. Prokop a synové, Pardubice, a Bedřich Appl, Dolní Čermná.